# Chico Ejiro
Chico Ejiro (nascut com Chico Maziakpono, Regió d'Isoko, Delta, Nigèria; mort el 25 de desembre de 2020) fou un director de cinema i productor nigerià conegut amb el sobrenom de Mr. Prolific, perquè és l'autor nigerià més prolífic. Va realitzar més de 80 pel·lícules.
El poc que es coneix sobre la seva biografia és que va estudiar agricultura i que va començar a dedicar-se a la direcció i producció de video-films perquè no podia comprar cassettes de vídeo a Nigèria. Chico Ejiro estava casat amb Joy Ejiro i tenia dos fills. Els seus germans, Zeb Ejiro i Peter Red Ejiro també es dediquen a la indústria audiovisual.
La majoria dels seus molts treballs són típics del cinema de Nollywood de la dècada del 1990 quan a Nigèria va començar a ser molt barata la producció de vídeo. La seva productora es diu Grand Touch Pictures i té la seu a Lagos.
Ejiro, conegut com a Mr Prolific, va dirigir més de 80 pel·lícules. Les seves obres tenen una qualitat amateur. No es coneix exactament el nombre de pel·lícules que ha dirigit i produït però es calcula que són centenars fins al 2007. El New York Times va fer un article sobre Chico Ejiro el 26 de maig de 2002 amb el títol de When There's Much of a Not-Very-Good Thing El documental Welcome to Nollywood de 2007 també tracta sobre Ejiro.
Les seves pel·lícules més conegudes són Ashanti (2003), Outkast (2001) i Polygamy 2: The Final Clash (2002).

## Direcció
La llista parcial de les pel·lícules que va dirigir Ejiro, segons l'imdb, és:
| - 2012 - Ill Conscience (Vídeo) - 2008 - Tears in My Eyes (Vídeo) - 2008 - Tears in My Eyes 2 (Vídeo) - 2007 - 100 Days in the Jungle (Vídeo) - 2007 - Change of Heart (Vídeo) - 2007 - Change of Heart 2 (Vídeo) - 2006 - Angels Forever (Vídeo) - 2006 - Angels Forever 2 (Vídeo) - 2006 - Between Love (Vídeo) - 2006 - Between Love 2 (Vídeo) - 2006 - Family Affair (Vídeo) - 2006 - Family Affair 2 (Vídeo) - 2005 - All My Heart (Vídeo) - 2005 - Hidden Treasures (Vídeo) - 2005 - Hidden Treasures 2 (Vídeo) - 2005 - Secret Affairs (Vídeo) - 2005 - The Price of Love: Life Is Beautiful (Vídeo) - 2005 - The Price of Love 2: Life Is Beautiful (Vídeo) - 2004 - Dream Lover - 2004 - A Second Time - 2004 - Deadly Desire (Vídeo) - 2004 - Deadly Desire 2 (Vídeo) - 2004 - Deadly Kiss - 2004 - Deadly Kiss 2 - 2004 - Indecent Act (Vídeo) - 2004 - Life in New York (Vídeo) - 2004 - London Forever (Vídeo) - 2004 - Lost Paradise (Vídeo) - 2004 - Passion of Mind (Vídeo) - 2004 - Passion of Mind 2 (Vídeo) - 2004 - Running with the Wind (Vídeo) - 2004 - The Cartel (Vídeo) - 2004 - The Cartel 2 (Vídeo) - 2004 - True Romance (Vídeo) - 2004 - True Romance 2 (Vídeo) - 2003 - A Night to Remember (Vídeo) - 2003 - Ashanti - 2003 - Computer Girls | - 2003 - Dangerous Babe - 2003 - Blind Love (Vídeo) - 2003 - Emotional Pain - 2003 - Ghetto Love (Vídeo) - 2003 - Iyanga (Vídeo) - 2003 - Lagos Babes (Vídeo) - 2003 - Lost Passion (Vídeo) - 2003 - Love You Forever (Vídeo) - 2003 - Man Snatcher (Vídeo) - 2003 - Ofeke - 2003 - Street Life (Vídeo) - 2002 - Agony of a Mother - 2002 - Festival of Fire - 2002 - Outkast 2 - 2002 - Polygamy 2: The Final Clash - 2002 - Blue Sea (Vídeo) - 2002 - Itoha (Vídeo) - 2001 - Outkast - 2001 - Wanted Alive (Vídeo) - 2000 - Set-Up (Vídeo) - 1999 - Aba Riot (Vídeo) - 1999 - Aba Riot 2 (Vídeo) - 1999 - Freedom (Vídeo) - 1999 - Freedom 2 (Vídeo) - 1999 - Prisoner of Love (Vídeo) - 1998 - Children of Terror (Vídeo) - 1998 - Obstacles (Vídeo) - 1998 - Scores to Settle (Vídeo) - 1997 - Back to Life - 1997 - Deadly Affair II - 1996 - Onome - 1996 - Silent Night (Vídeo) - 1996 - Silent Night 2 (Vídeo) - 1996 - Silent Night 3 (Vídeo) - 1995 - Deadly Affair - 1994 - Aiye Ma Le (Vídeo) - 1994 - Black Maria - 1994 - I Need My Husband (Vídeo) |

## Producció
Les pel·lícules que va produir Ejiro, segons l'imdb, són:
- 2012 - Ill Conscience
- 2007 - 100 Days in the Jungle
- 2004 - Deadly Desire
- 2004 - Deadly Desire 2
- 2004 - Deadly Kiss
- 2004 - Deadly Kiss 2
- 2004 - Life in New York
- 2004 - London Forever
- 2004 - Passion of Mind
- 2004 - Passion of Mind 2
- 2004 - The Cartel
- 2004 - The Cartel 2
- 2003 - A Night to Remember
- 2003 - Ashanti
- 2003 - Computer Girls
- 2003 - Blind Love
- 2003 - Iyanga
- 2002 - Outkast 2
- 2002 - Polygamy 2: The Final Clash (productor executiu)
- 2002 - Itohan
- 2001 - Outkast
- 2000 - Set-Up
- 2000 - I Need My Husband

## Guionista
Chico Ejiro va guionitzar els films:
- 2007 - Change of Heart
- 2007 - Change of Heart 2
- 2003 - Dangerous Babe
- 2002 - Polygamy 2: The Final Clash